# 氧化镝
氧化镝，化学式Dy2O3。

## 性质
白色结晶粉末，不溶于水，溶于酸和乙醇。露置于空气中时易吸收二氧化碳而转变为碳酸镝。

## 制备
硝酸镝溶液与氢氧化钠溶液反应生成氢氧化镝，经分离后进行灼烧，得到氧化镝。
{\displaystyle {\rm {\ 2Dy(OH)_{3}\rightarrow Dy_{2}O_{3}+3H_{2}O}}}

## 用途
用于制造新型光源镝灯，具有亮度高、光色好的优点。还用作核反应堆的控制材料、钇铁和钇铝石榴石的添加元素。因有阳极发射能力，故也用作阳极涂层。